# Diospyros gracilipes
Diospyros gracilipes là một loài thực vật có hoa trong họ Thị. Loài này được Hiern mô tả khoa học đầu tiên năm 1873.